# 刺史
刺史（しし）は、中国に前漢から五代十国時代まで存在した官職名。当初は監察官であったが、後に州の長官となった。州牧（あるいは単に牧）とも。日本では国守の唐名として使われた。

## 歴史
前漢武帝の元封五年（紀元前106年）に設置される。当時は何度も繰り返された外征や塩鉄専売制の施行による民衆の負担増加などにより急速に社会不安が醸成されており、武帝はこれに対して酷吏とも蔑称された厳しい態度で当たる官僚を登用することで対処していた。州と刺史の設置もその一環で行われたことで、当時の地方の最高行政区画である郡の長官の郡太守がその当地の有力者（豪族）たちと結託することが多かったので、これを厳格に監察・監督するために刺史が置かれたのである。全国に13州を置き、その管内の郡太守の行動を刺史が監察した（首都周辺の三輔・三河（河内郡・河東郡・河南郡）・弘農郡には刺史が置かれなかったが、その後の征和四年に司隷校尉を置いて刺史と同様の職務に当たらせた。）。ただその俸禄は監察される側の郡守（郡長官）が二千石なのに対して六百石と低かった。
のちにこれは不都合であると綏和元年（紀元前8年）に刺史を州牧（あるいは単に牧）と改称されて俸禄は郡守と同格の二千石になり、州内各郡県の行政に介入できるようになった。この時に州の監察は御史中丞に移ったようであるから牧は監察官から行政官に変わったようである。官名は建平2年（紀元前5年）に刺史に戻り、元寿2年（紀元前1年）に再度州牧に改められるなど、たびたび変更された。
建武18年（42年）、後漢の光武帝は再び州牧を刺史へ改めて俸禄も以前の六百石に戻した。またそれまでは特定の治所を持たず領内を巡察していた前漢の制度を改めて州内に治所を設置し、毎年8月に諸郡を巡察することとした。さらに治所周辺の行政権を完全に握るようになった。中平5年（188年）、各地で反乱が起きるようになると刺史は州牧に改められると共にそれまで保持していなかった兵権を与えられた。ただし州によって牧ではなく刺史がいる場合もあり、刺史の名前が牧に変わったというよりは新たに牧の職が置かれて、刺史が随時廃止されたと見るべきであろう。
魏晋では刺史となった。この時代には、刺史が将軍位を与えられて兵権を行使することがほとんどとなる（将軍号の無い刺史を単車刺史と呼ぶ）。その後将軍号は名目化していき、代わって都督の役割が大きくなる。
南北朝時代には、南朝はおおむね魏晋の制度にならったが、北朝では都を管轄する州の刺史を「州牧」（北魏・北斉は司州牧、北周・隋は雍州牧を置いた）とし、その他の州を上州・中州・下州と格付けして刺史の官品を区別した。この頃には行政区画としての州は細分化されてゆき、さらに天賜2年（405年）、北魏で各州に皇族1人臣籍2人の計3人の刺史を配置することになるなど、刺史の地位は相対的に低下していった。
開皇3年（583年）、隋の文帝は従来の州・郡・県の三段階の地方制度を州・県の二段階とし、増えすぎた行政区画を300州・1500県に整理した。さらに刺史の兵権を都督府へ移し、刺史はかつての郡守と変わらない立場になった。その後、大業年間（605年 - 618年）初に州は廃され郡となり、地方官としての刺史は消滅した。一方で司隷台という地方監察の部署を設け、14人の刺史が各地を巡回し監察する制度を設けた。唐が成立すると武徳元年（618年）に再び州に戻った。
五代十国時代には刺史が兵を握って自立することもあったが、北宋では知州が州の長官となり、刺史は寄禄官に名称のみを残されて実態は消滅した。

### 研究論文
- 桜井芳朗「御史制度の形成（下）」（pdf）『東洋学報』第23巻第3号、東洋文庫、1936年、436-461頁、CRID 1050282813913188864、NAID 120006515205、2024年6月16日閲覧。
- 植松慎悟「後漢時代における刺史の「行政官化」再考」（pdf）『九州大学東洋史論集』第36巻、九州大学文学部東洋史研究会、2008年、1-33頁、CRID 1390290699740696704、doi:10.15017/25844、hdl:2324/25844、2024年6月16日閲覧。
- 辻正博「唐代貶官考」『東方学報』第63巻、京都大学人文科学研究所、1991年、265-390頁、CRID 1390290699740696704、doi:10.15017/25844、hdl:2433/66726。 - 下記辻2010に所収。

### 研究書
- 辻正博『唐宋時代刑罰制度の変遷』京都大学学術出版会〈東洋史研究叢刊〉、2010年。ISBN 9784876985326。

### 概説書
- 講談社『中国の歴史』（旧版）
  1. 西嶋定生『秦漢帝国』講談社〈講談社学術文庫〉、1997年。ISBN 4061592734。
  2. 布目潮渢、栗原益男『隋唐帝国』（初版）講談社〈講談社学術文庫〉、1997年。ISBN 4061593005。
    - 布目嘲風「隋の南北一統」『隋唐帝国』。
- 山川世界歴史大系
  1. 西江清高、竹内康浩、平㔟隆郎、太田幸男、鶴間和幸 著、松丸道雄、池田温、斯波義信、神田信夫、濱下武志 編『中国史1 先史〜後漢』 1巻、山川出版社〈世界歴史大系〉、2003年8月。ISBN 4634461501。
    - 太田幸男「前漢」『中国史 先史〜後漢』。

  2. 池田温 編『中国史2 三国〜唐』 2巻（初版）、山川出版社〈世界歴史大系〉、1996年。ISBN 4634461609。
    - 関尾史郎; 中村圭爾「三国の社会経済」『中国史 三国〜唐』。
    - 愛宕元「隋」『中国史 三国〜唐』。

  3. 愛宕元、梅原郁、溝口雄三、森田憲司、杉山正明 著、斯波義信 編『中国史 五代〜宋』 3巻（初版）、山川出版社〈世界歴史大系〉、1997年。ISBN 4634461706。
    - 梅原郁「全国統一」『中国史 五代〜宋』、73-103頁。